# Helenium vallenariense
Helenium vallenariense là một loài thực vật có hoa trong họ Cúc. Loài này được (Phil.) Bierner mô tả khoa học đầu tiên.